# Xysticus havilandi
Xysticus havilandi là một loài nhện trong họ Thomisidae.
Loài này thuộc chi Xysticus. Xysticus havilandi được George Newbold Lawrence miêu tả năm 1942.